# Mastigoproctus santiago
Espèce
Mastigoproctus santiago est une espèce d'uropyges de la famille des Thelyphonidae.

## Distribution
Cette espèce est endémique de la province de Santiago de Cuba à Cuba,.

## Description
Le mâle holotype mesure 64,7 mm et la femelle paratype 56,2 mm.

## Étymologie
Son nom d'espèce lui a été donné en référence au lieu de sa découverte, la province de Santiago de Cuba.

## Publication originale
- Teruel, 2010 : Una nueva especie de Mastigoproctus Pocock 1894 (Thelyphonida: Thelyphonidae) de Cuba Oriental. Boletín de la Sociedad Entomológica Aragonesa, vol. 47, p. 187-193 (texte intégral).